# Pterolophia cylindripennis
Pterolophia cylindripennis là một loài bọ cánh cứng trong họ Cerambycidae.